# Валовая рентабельность
Валовая рентабельность, или валовая маржа (англ. gross margin) — финансовый коэффициент, представляющий собой разницу между выручкой и себестоимостью реализованной продукции (англ. Cost of goods sold, COGS), выраженной в процентах от выручки. Как правило, рассчитывается на единицу продукции и представляет собой процентное соотношение разницы продажной цены товара и себестоимости реализованной продукции (например, затраты на производство или приобретение, за исключением косвенных постоянных затрат, таких как офисные расходы, арендная плата или административные расходы) к продажной цене. При этом, валовую рентабельность следует не путать с валовой прибылью, несмотря на то, что обе понятия довольно близки: валовая прибыль представляет собой абсолютную денежную сумму, в то время как валовая рентабельность есть процентное соотношение.
Валовая рентабельность является показателем маржи, то есть соотношение чистой выручки на прибыль, наряду с другими показателями маржи, как операционная маржа, маржа чистой прибыли и другие.

## Определение и расчет
Маржа (от продаж) есть разница между продажной ценой и себестоимостью. Эта разница обычно выражается либо в процентах от продажной цены, либо в расчете на единицу продукции.
У каждой компании / предприятия свое собственное понятие единицы продукции, варьирующееся в зависимости от используемой единицы. К примеру, тонна маргарина, унция колы, ведро гипса. Во многих отраслях применяются несколько типов единиц продукции, для которых расчет удельной маржи производится соответственно.
Валовая маржа может быть выражена в процентном соотношении или рассчитана в абсолютном выражении. Во втором случае валовая маржа выражается обычно либо в расчете на единицу продукции (удельная валовая маржа) либо предоставляется за период (общая валовая маржа).
В базовом понимании, общая валовая маржа рассчитывается следующим образом:
Абсолютная общая валовая маржа = Выручка — Себестоимость реализованной продукции
Общая валовая маржа = Выручка — Себестоимость реализованной продукции/Выручка = Валовая прибыль/Выручка
Однако, наиболее лучшую картину валовой рентабельности компании дает расчет валовой маржи, когда в валовой прибыли во внимание принимаются также возвраты, скидки и надбавки. При этом, выручка компании без учёта скидок и надбавок есть её чистая выручка:
Валовая прибыль = Чистая выручка — Себестоимость реализованной продукции + Годовой возврат товаров
или в процентом соотношении:
Общая валовая маржа (%) = Выручка — Себестоимость реализованной продукции/Выручка × 100 %
Себестоимость реализованной продукции (COGS) включает в себя переменные затраты и постоянные затраты, непосредственно связанные с продажей, например, материальные затраты, затраты на оплату труда, затраты на закупку и доставку (затраты на транспортировку продукта до места продажи). Эти затраты не включают косвенные постоянные расходы, например, офисные расходы, арендная плата и административные расходы.
Более высокая валовая маржа производителя указывает на большую эффективность обращения товарно-материальных запасов в доход. Для предприятий розничной торговли это есть разница между его наценкой и оптовой ценой. Предприятия предпочитают высокую валовую маржу, за исключением розничных магазинов сниженных цен, которые вместо этого полагаются на операционную эффективность и стратегическое финансирование, чтобы оставаться конкурентоспособными с фирмами, у которых обычно низкие маржи.
Удельная маржа в абсолютном и процентном выражении рассчитывается следующим образом:
Абсолютная удельная маржа = Продажная цена единицы продукции — Себестоимость единицы реализованной продукции
Удельная маржа (%) = Продажная цена единицы продукции — Себестоимость единицы реализованной продукции/Продажная цена единицы продукции = Абсолютная удельная маржа/Продажная цена единицы продукции
Общая маржа может также быть рассчитана на основе общего объёма реализации и общих затрат. Для проверки правильности расчета общей и удельной маржи, необходимо убедиться, что сумма отдельных частей равна общей сумме:
- Для проверки удельной маржи ($): Продажная цена единицы продукции = Удельная маржа + Себестоимость единицы реализованной продукции
- Для проверки общей маржи (%): Себестоимость реализованной продукции в % от продаж = 100 % — общая маржа (%)

При анализе нескольких продуктов с разными доходами и затратами можно рассчитать общую маржу (%) по одному из двух оснований: общий доход и общие затраты для всех продуктов или средневзвешенное значение с учётом долей различных продуктов.

## Применение и значение валовой маржи
Целью маржи (маржинальности) является определение стоимости дополнительных продаж, а также принятие решений о ценообразовании и продвижении.
Оценка маржи необходима менеджерам для принятия практически всех маркетинговых решений. В частности, маржа является ключевым для ценовых расчетов, оценке отдачи от маркетинговых вложений, прогнозных расчетах доходов и анализе прибыльности клиентов. Проведенные опросы почти 200 старших менеджеров по маркетингу показали, что 78 процентов считают показатель общей маржинальности очень полезным индикатором, в то время как 65 процентов отметили показатель удельной валовой маржи (валовая маржа на единицу продукции) очень важным. Основным различием в том, как менеджеры говорят о марже, заключается в разнице между общей маржой (выраженной в процентах) и удельной маржой. При этом, менеджерам необходимо всегда предоставлять информации об обоих индикаторах.
Одним из аспектов успешного функционированировая предприятия является ведение ценовой политики, задача которой состоит в определении приемлемой цены на производимые товары и оказываемые услуги. При этом, валовая маржа служит компенсацией за выполняемые ими услуги по сбыту. Как и полагается марже, валовая маржа представляет собой ценовую разницу, возникающие в процессе выполнения торговых функций. В предприятиях торговли она часто устанавливается в рамках оперативной ценовой политики и используется для определения цены реализации товара в процессе ценообразования на основе себестоимости. Так, в розничной торговле продовольственными товарами в Германии 95% цены устанавливается с использованием расчетной надбавки / маржи.
Валовая маржа — минимальный или ориентировочный параметр ценообразования. При достаточном спросе целесообразным можно оказаться установление более высокой валовой маржи (стратегия снятия сливок). Если установление высокой маржи на рынке невозможно ввиду, к примеру, более низких конкурентных цен или падающего спроса, то изыскивается сознательная стратегия подрезки (в крайних случаях хищническое ценообразование); при введении специального предложения (акции) возможно снижение цены даже ниже цены покупки (себестоимости). Связанные с этим потери валовой прибыли должны быть компенсированы, насколько это возможно, за счет экономии эксплуатационных расходов или за счет более высокой оборачиваемости запасов. Однако сокращение индивидуальных операционных расходов, например расходов на персонал, не приводит автоматически к росту операционных доходов, а лишь имеет тенденцию к увеличению доли прибыли в валовой марже рассматриваемого товара.
При калькуляции (расчет ex ante, предварительная оценка до реализации) либо оценке результатов деятельности предприятия (расчет ex post, фактическая оценка после реализации) валовая маржа может быть определена для любых объектов, например, в расчете на единицу продукции, в среднем по сорту, по данному виду или данной группе товара, по отделу, филиалу либо по предприятию в целом. Расчет прибыли как превышение доходов над совокупными затратами может быть определена только постфактум и только для всего предприятия. Однако, в отличие от маржи, невозможен расчет прибыли на единицу продукции, сорту, виду товара либо другому элементу номенклатуры, поскольку невозможно точное и прямое отнесение затрат на период их возникновения и на продукцию, которая вызывает эти расходы. В лучшем случае возможент лишь расчет маржинальной прибыли для большей части ассортимента путем пропорционального вычитания торговых затрат соразмерно из соответствующей валовой маржи.
Для управления предприятия, особенно в целях контроллинга, мониторинг различных видов марж или валовой прибыли имеет первостепенное значение для принятия тактических маркетинговых решений. Анализ динамики валовой маржи во времени и пространстве (в пределах предприятия и в сравнении с другими компаниями) и, прежде всего, ключевых показателей, которые формируются путем увязки маржи с переменными, связанными с затратами и/или доходами (расходы на содержание персонала, занимаемая площадь, скорость оборота, процентная нагрузка, бонусы и другие), предоставляет современному менеджменту розничной торговли отличный инструмент контроля. Например, показатели маржи и коэффициенты оборачиваемости запасов, рассчитываемые системой управления товарами, могут быть объединены в единный показатель для каждого из сортов. Сформированные таким образом показатели можно увязать с другими данными, такими как рабочее время и т.к. Подобным образом разработанные показатели результатов деятельности могут быть отранжированы для принятия решений, к примеру, о закупке товаров, при калькуляции, при выделении помещения, о специальных акций.
Вне торговли маржа и маржа прибыли выполняют ту же функцию, что и валовая маржа, особенно в промышленности и сфере услуг, поскольку они представляют собой финансовые коэффициенты, показывающие соотношение между валовым доходом и иной стоимостной основой предприятия (выпуск, производственные затраты).

## Наценка
Очень близким по определению к валовой маржи является показатель наценки. Предприятия розничной торговли могут оценить прибыльность своей деятельность, используя оба из этих показателя, так как оба показателя описывают валовую прибыльность. В то время как маржа выражает прибыль в процентах от продажной цены продукта, устанавливаемой компанией, наценка выражает прибыль (доход) в процентах от себестоимости продукта. Эти два показателя имеют разные значения в процентном выражении, но оба показателя дают довольно хорошее представление о прибыльности компании. При предоставлении информации о валовой прибыльности / рентабельности, необходимо указать, какой из этих индикаторов имеется в виду.
Некоторые предприятия розничной торговли используют маржу, поскольку её легко рассчитать от общего объёма продаж. Так, маржа 30 % означает, что 30 % от общего объёма продаж составляет прибыль предприятия. Если наценка составляет 30 %, процентная доля продаж, приходящаяся на прибыль, не будет такой же.
Отдельные предприятия розничной торговли используют наценку, если расчет продажной цены легче произвести исходя из себестоимости продукции. Так, наценка в 40 % означает, что цена продажи будет на 40 % выше себестоимости товара. Если маржа 40 %, то цена продажи не будет выше себестоимости на 40 %; на самом деле это будет примерно на 67 % больше, чем себестоимость продукции.
Аналогично расчету общей валовой и удельной маржи, наценка (общая и удельная) рассчитывается следующим образом:
Общая наценка (%) = Продажи (Выручка) – Себестоимость реализованной продукции/Себестоимость реализованной продукции = Валовая прибыль/Себестоимость реализованной продукции
Абсолютная удельная наценка = Продажная цена единицы продукции — Себестоимость единицы реализованной продукции
Удельная наценка (%) = Продажная цена единицы продукции — Себестоимость единицы реализованной продукции/Себестоимость единицы реализованной продукции = Абсолютная удельная наценка/Себестоимость единицы реализованной продукции
При этом, общая наценка выражает наценку по всей продуктовой линейке, производимой предприятием. Напротив, удельная наценка есть показатель наценки в расчете на единицу продукции и может быть оценена как по всей продуктовой линейке предприятия, так и по различным продуктам по отдельности.
Важно различать наценку и валовую маржу между собой. При этом, необходимо помнить, что:
1. Наценка есть отношение ценовой разницы к себестоимости продукта, умноженной на 100.
2. Валовая маржа есть отношение ценовой разницы к продажной цене, умноженной на 100.

## Взаимосвязь между валовой маржой и наценкой
Преобразование наценки в валовую маржу:
Валовая маржа = Наценка/1 + Наценка
Примеры:
- Наценка = 100 % = 1:

Валовая маржа = 1/1 + 1 = 0,5 = 50 %
- Наценка = 66,7 % = 0,667:

Валовая маржа = 0,667/1 + 0,667 = 0,4 = 40 %
Преобразование валовой маржи в наценку:
Наценка = Валовая маржа/1 - Валовая маржа
Примеры:
- Валовая маржа = 50 % = 0,5:

Наценка = 0,5/1 - 0,5 = 1 = 100 %
- Валовая маржа = 40 % = 0,4:

Наценка = 0,4/1 - 0,4 = 0,667 = 66,7 %

## Использование валовой маржи для расчета продажной цены
Зная себестоимость товара, можно рассчитать цену продажи, необходимую для достижения определённой валовой маржи. Например, если себестоимость продукции составляет 100 долларов, а требуемая валовая маржа составляет 40 %, то цена продукции составляет:
Продажная цена = $100/1 - 40% = $100/0,6 = $166,67

## Различия в валовой марже между отраслями
В некоторых отраслях, например, в швейной промышленности, ожидается, что маржа должна составлять не менее 40 %, поскольку товары необходимо покупать у поставщиков по определённой цене, прежде чем они будут перепроданы. В других отраслях, таких как разработка программных продуктов, во многих случаях валовая маржа может превышать 80 %.
В сельскохозяйственной отрасли, особенно в Европейском Союзе, используется стандартная валовая маржа для оценки прибыльности сельскохозяйственного предприятия.